# Laurence J. Peter
Laurence J. Peter (Vancouver, 16 de setembro de 1919 – Palos Verdes Estates, 12 de janeiro de 1990) foi um educador e administrador canadense, mais conhecido do público em geral por sua formulação do Princípio de Peter.

## Biografia
Ele nasceu em Vancouver, Colúmbia Britânica, e começou sua carreira como professor em Vancouver em 1941. Ele recebeu o grau de Doutor em Educação da Universidade do Estado de Washington, em 1963.
Em 1966, Peter mudou-se para Califórnia, onde se tornou professor adjunto da Educação, Diretor do Centro de Frieden Evelyn para o ensino prescritivo, e Coordenador de Programas para crianças emocionalmente perturbadas na Universidade do Sul da Califórnia.
Ele se tornou muito famoso em 1968, na publicação de O Princípio de Peter, em que ele afirma: "Numa hierarquia todo empregado tende a subir até seu nível de incompetência. No tempo de cada posto tende a ser ocupado por um funcionário que é incompetente para realizar suas funções […] O trabalho é realizado pelos funcionários que ainda não atingiram o seu nível de incompetência." O Princípio de Peter tornou-se um dos princípios mais profundos de gestão da Universidade do Sul da Califórnia. É um princípio muito citado na Marshall School of Business.
Outra citação de seu notável é que o "mais nobre de todos os cachorros é o cachorro-quente, que alimenta a mão que o morde".
De 1985 até sua morte, em 1990, Peter participou e esteve envolvido na gestão de esculturas cinéticas de raça no Condado de Humboldt, Califórnia. Ele propôs um prêmio para a corrida, intitulado "The Golden Award Dinosaur", que foi entregue todos os anos desde a primeira máquina de quebrar esculturas imediatamente após o início.